# Ткаля (монета)
«Тка́ля» — пам'ятна монета номіналом 5 гривень, випущена Національним банком України, присвячена одному з найважливіших видів господарської діяльності та мистецької культури українців, що був невід'ємною частиною домашніх занять кожної селянської сім'ї — ткацтву. З давніх часів на території України займалися обробленням волокна з льону, конопель і вовни.
Монету введено в обіг 28 липня 2010 року. Вона належить до серії «Народні промисли та ремесла України».

## Опис монети та характеристики
| Номінал грн. | Метал      | Маса, г | Діаметр, мм | Якість виготовлення       | Гурт     | Тираж, штук |
| ------------ | ---------- | ------- | ----------- | ------------------------- | -------- | ----------- |
| 5            | нейзильбер | 16,54   | 35,0        | спеціальний анциркулейтед | рифлений | 45 000      |

### Аверс
На аверсі монети розміщено: угорі малий Державний Герб України, під яким стилізований напис — «НАЦІОНАЛЬНИЙ/БАНК/УКРАЇНИ», у центрі — стилізоване зображення двох півників, ліворуч — прядка, праворуч — ткацькі вироби, унизу — написи: «5/ГРИВЕНЬ/2010» та логотип Монетного двору Національного банку України.

### Реверс
На реверсі монети зображено ткалю за роботою. Угорі на тлі стилізованого полотна розміщено напис «ТКАЛЯ», з обох боків центральної композиції зображено декоративний квітковий орнамент.

## Автори

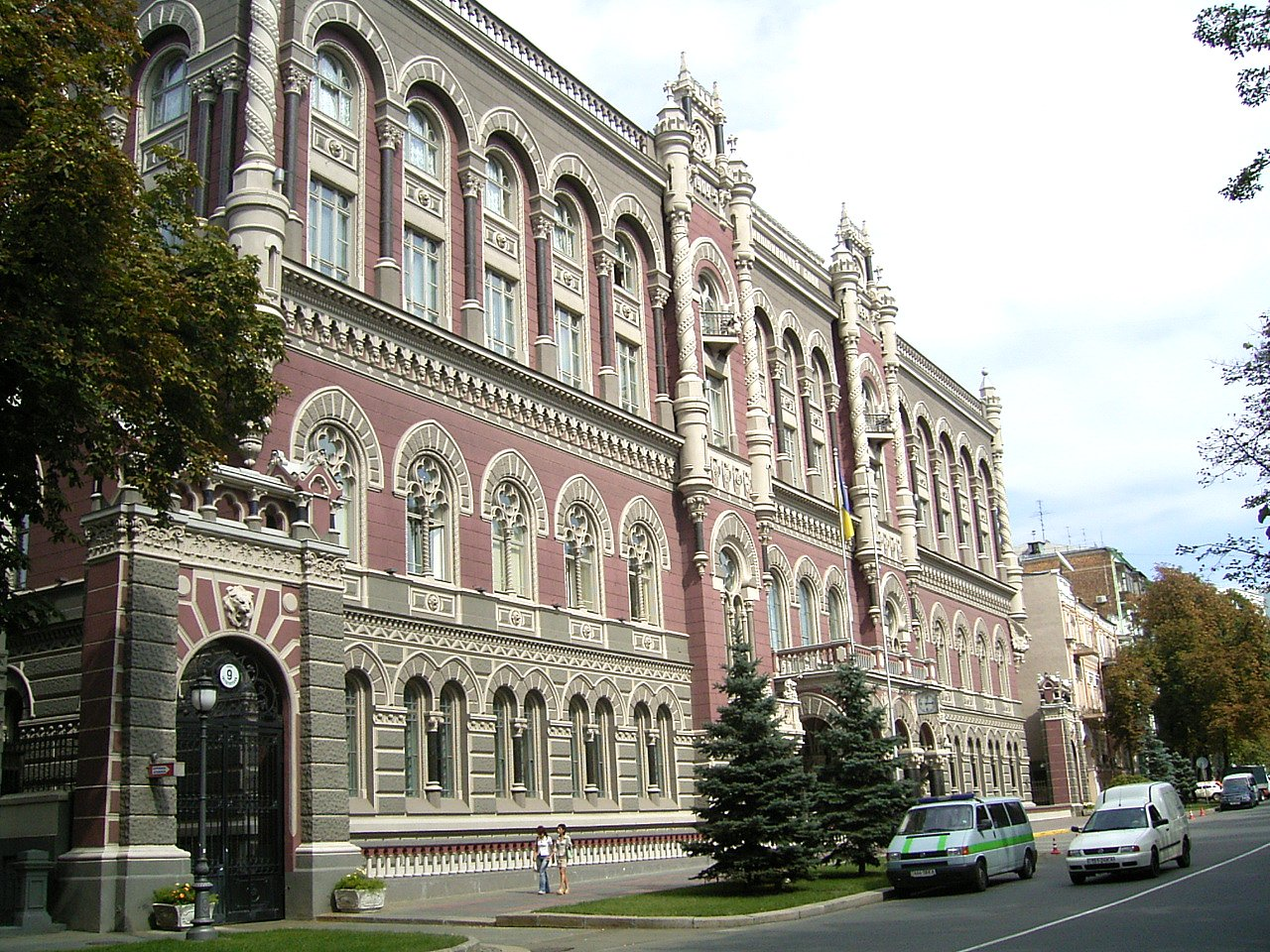
Будівля Національного банку України

- Художники: Таран Володимир, Харук Олександр, Харук Сергій.
- Скульптор — Іваненко Святослав.

## Вартість монети
Ціна монети — 20 гривень була вказана на сайті Національного банку України в 2012 році.
Фактична приблизна вартість монети, з роками змінювалася так:
| Рік        | 2011 | 2012 | 2013 | 2014 | 2015 | 2016 | 2017 | 2018 | 2019 | 2020 | 2021 | 2022 | 2023 | 2024 | 2025 |
| ---------- | ---- | ---- | ---- | ---- | ---- | ---- | ---- | ---- | ---- | ---- | ---- | ---- | ---- | ---- | ---- |
| Ціна, грн. | 25   | 25   | 25   | 26   | 36   | 48   | 60   | 75   | 80   | 85   | 100  | 130  | 250  | 340  | 370  |